# Milton J. Fahrney
Milton J. Fahrney (Dayton, Ohio (États-Unis), 24 juin 1872 – Sydney (Australie), 26 mars 1941), est un réalisateur, scénariste et acteur américain.

## Filmographie

### Comme réalisateur
- 1911 : His Son
- 1911 : A True Westerner
- 1911 : A Western Feud
- 1911 : The Law of the Range
- 1912 : The Everlasting Judy
- 1912 : The Squatter's Child
- 1912 : Her Indian Hero
- 1912 : The Land of Might
- 1912 : Hard Luck Bill
- 1912 : A Gentleman of Fortune
- 1912 : The Undoing of Slim Bill
- 1912 : The Obligation
- 1912 : The Alibi
- 1912 : Uncle Bill
- 1912 : At Rolling Forks - (coréalisation : Al Christie)
- 1912 : His Only Son (en)
- 1912 : The Double Trail - (coréalisation : Al Christie)
- 1913 : The Vortex
- 1913 : The Death Stone of India
- 1913 : Poisoned Waters
- 1915 : Safety First
- 1915 : Father Forgot
- 1915 : The Stolen Case
- 1915 : A Harmless Flirtation
- 1915 : A Night Lodging
- 1915 : The Fighting Kid
- 1915 : On the Job
- 1915 : He's in Again
- 1915 : Waking Up Father
- 1915 : The Little Hero
- 1915 : Jerry's Busy Day
- 1915 : Making Matters Worse
- 1915 : Jerry and the Gunman
- 1915 : The Knockout
- 1915 : The Treasure Box
- 1915 : The Oriental Spasm
- 1915 : Taking a Chance
- 1915 : The Little Detective
- 1915 : The Double Cross
- 1915 : The White Medicine Man
- 1915 : The Fighting Four
- 1915 : A Deal in Indiana
- 1915 : A Shot Gun Romance
- 1915 : Doctor Jerry
- 1915 : The Holdup
- 1915 : Hearts and Clubs
- 1915 : Jerry's Revenge
- 1916 : Jerry to the Rescue
- 1916 : Jerry's Winning Way
- 1916 : Jerry in the Movies
- 1916 : La Petite Fille de ses rêves (The Girl of His Dreams)
- 1916 : Around the World
- 1916 : Jerry's Millions
- 1916 : Too Proud to Fight
- 1916 : Going Up
- 1916 : The Desperate Chance
- 1916 : Jerry's Big Game
- 1916 : On the Rampage
- 1916 : Jerry and the Smugglers
- 1916 : The Winning Punch
- 1916 : The Conquering Hero
- 1916 : The Traitor
- 1916 : Jerry's Perfect Day
- 1916 : Jerry's Big Lark
- 1916 : Jerry and the Moonshiners
- 1916 : Jerry's Big Haul
- 1916 : A Merry Mix-Up
- 1916 : The Hero of the E.Z. Ranch
- 1916 : Jerry's Stratagem
- 1916 : The Masque Ball
- 1916 : When Jerry Came to Town
- 1916 : Jerry's Celebration
- 1916 : Jerry and the Counterfeiters
- 1916 : The Rookie
- 1916 : Jerry and the Bandits
- 1916 : Making Things Hum
- 1916 : Jerry and the Blackhanders
- 1916 : Movie Struck
- 1916 : Jerry's Double Header
- 1917 : The Jewel of Death
- 1917 : Jerry's Big Doings
- 1917 : Jerry and the Outlaws
- 1917 : Jerry and His Pal
- 1917 : Jerry's Big Raid
- 1917 : Jerry's Big Mystery
- 1917 : Jerry's Brilliant Scheme
- 1917 : Jerry's Romance
- 1917 : The Flying Target
- 1917 : Minding the Baby
- 1917 : Be Sure You're Right
- 1917 : The Lady Detective
- 1917 : The Gypsy Prince
- 1917 : Somewhere in the Mountains
- 1917 : The Ransom
- 1917 : Jerry's Trial
- 1917 : Jerry's Picnic
- 1917 : Jerry's Finishing Touch
- 1917 : Jerry Joins the Army
- 1917 : Jerry's Master Stroke
- 1917 : Jerry's Red Hot Trail
- 1917 : Jerry's Elopement
- 1917 : Jerry's Hopeless Tangle
- 1917 : Jerry's Gentle Nursing
- 1917 : Jerry at the Waldorf
- 1917 : Jerry's Star Bout
- 1917 : Jerry's Getaway
- 1917 : Jerry on the Railroad
- 1917 : Jerry on the Farm
- 1917 : Jerry's Eugenic Marriage
- 1917 : Jerry's Whirlwind Finish
- 1917 : Jerry Tries Again
- 1917 : Officer Jerry
- 1917 : Jerry's Big Deal
- 1917 : Jerry in Yodel Land
- 1917 : Jerry and the Bully
- 1917 : Jerry's Jam
- 1917 : Jerry's Soft Snap
- 1917 : Jerry and the Vampire
- 1917 : Jerry's Lucky Day
- 1917 : Jerry's Running Fight
- 1917 : Jerry and the Burglars
- 1917 : Jerry Takes Gas
- 1917 : Jerry's Boarding House

### comme scénariste
- 1911 : A True Westerner
- 1911 : The Law of the Range
- 1915 : The White Medicine Man

### comme acteur
- 1911 : After Twenty Years
- 1923 : The Covered Schooner : The Father
- 1924 : Yankee Speed (en) de Robert N. Bradbury : José T. Vegas
- 1924 : Not Built for Runnin' : Tod Randall
- 1925 : Le Comte Kostia
- 1925 : Dangerous Odds de William J. Craft
- 1926 : Chasing Trouble : Sheriff
- 1927 : In the First Degree : Warden
- 1929 : Indomptée (Untamed) : Mr. Jollop